# Gaehwasan (métro de Séoul)
Gaehwasan (en coréen : 개화산역) est une station de passage de la ligne 5 du métro de Séoul. Elle est située au 22 Yangcheon-ro, dans l'arrondissement Gangseo-gu à Séoul en Corée du Sud.
Ouverte en 1996, Elle est desservie par les rames omnibus de la ligne 5.

## Situation sur le réseau

Plan du réseau du métro de Séoul (2023)

La station en souterrain Gaehwasan est la station de passage de la ligne 5 du métro de Séoul : elle est située après la station Banghwa, le terminus ouest, et avant la station Aéroport international de Gimpo, en direction des terminus des deux branches de l'extrémité est, Hanam Geomdansan ou Macheon.

## Histoire
La station Gaehwasan est mise en service le 20 mars 1996, lors de l'ouverture à l'exploitation de la section de Banghwa, le terminus ouest, à Kkachisan,

## Services aux voyageurs

### Accès et accueil
Établie au Yangcheon-ro, Gangseo-gu la station

### Desserte
Gaehwasan, dispose de deux quais équipés de portes palières. Elle est desservie par les rames omnibus qui vont ou viennent entre le terminus ouest et l'un des terminus de branche à l'est : Hanam Geomdansan ou Macheon

Installations
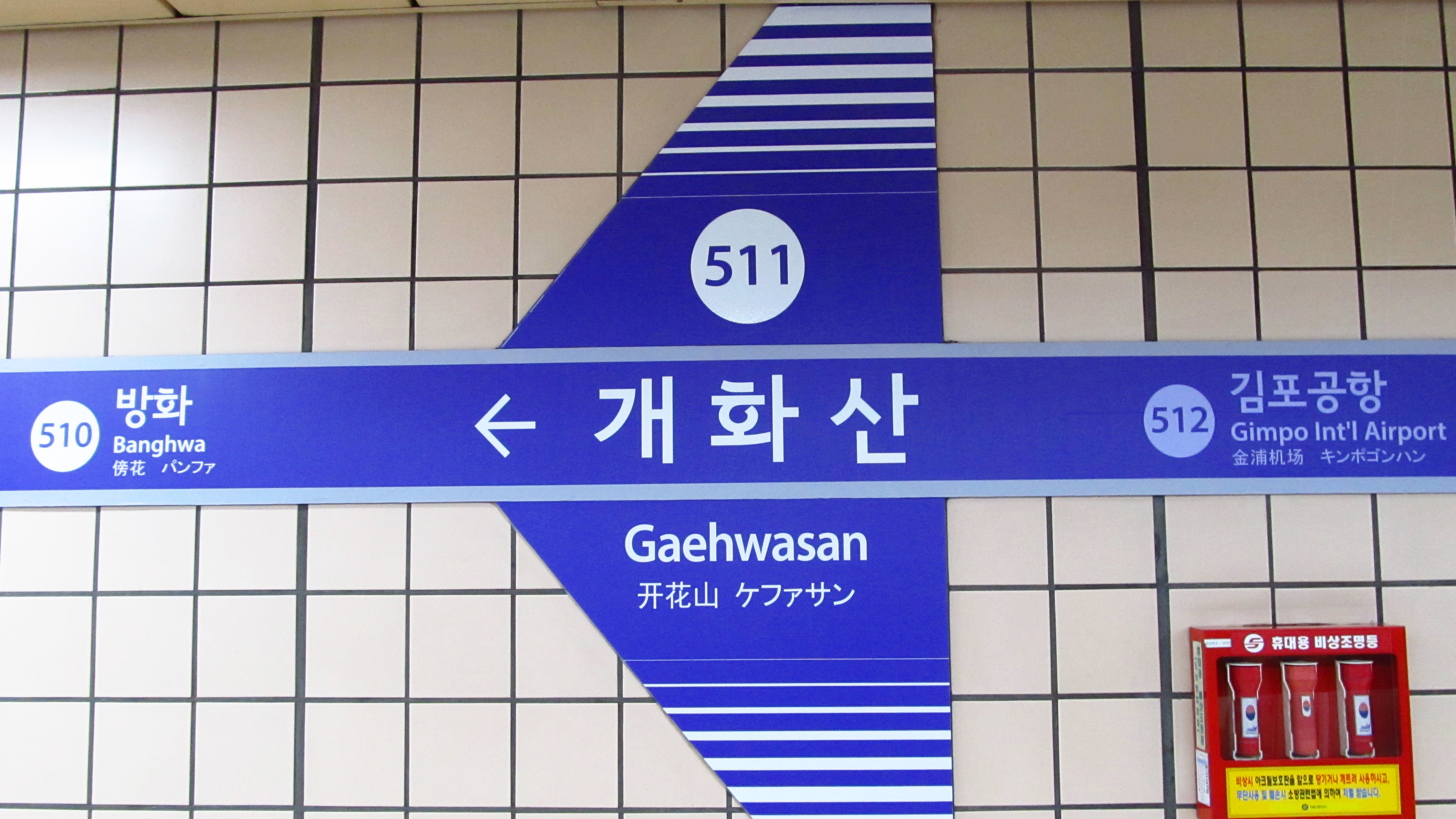
En 2018.
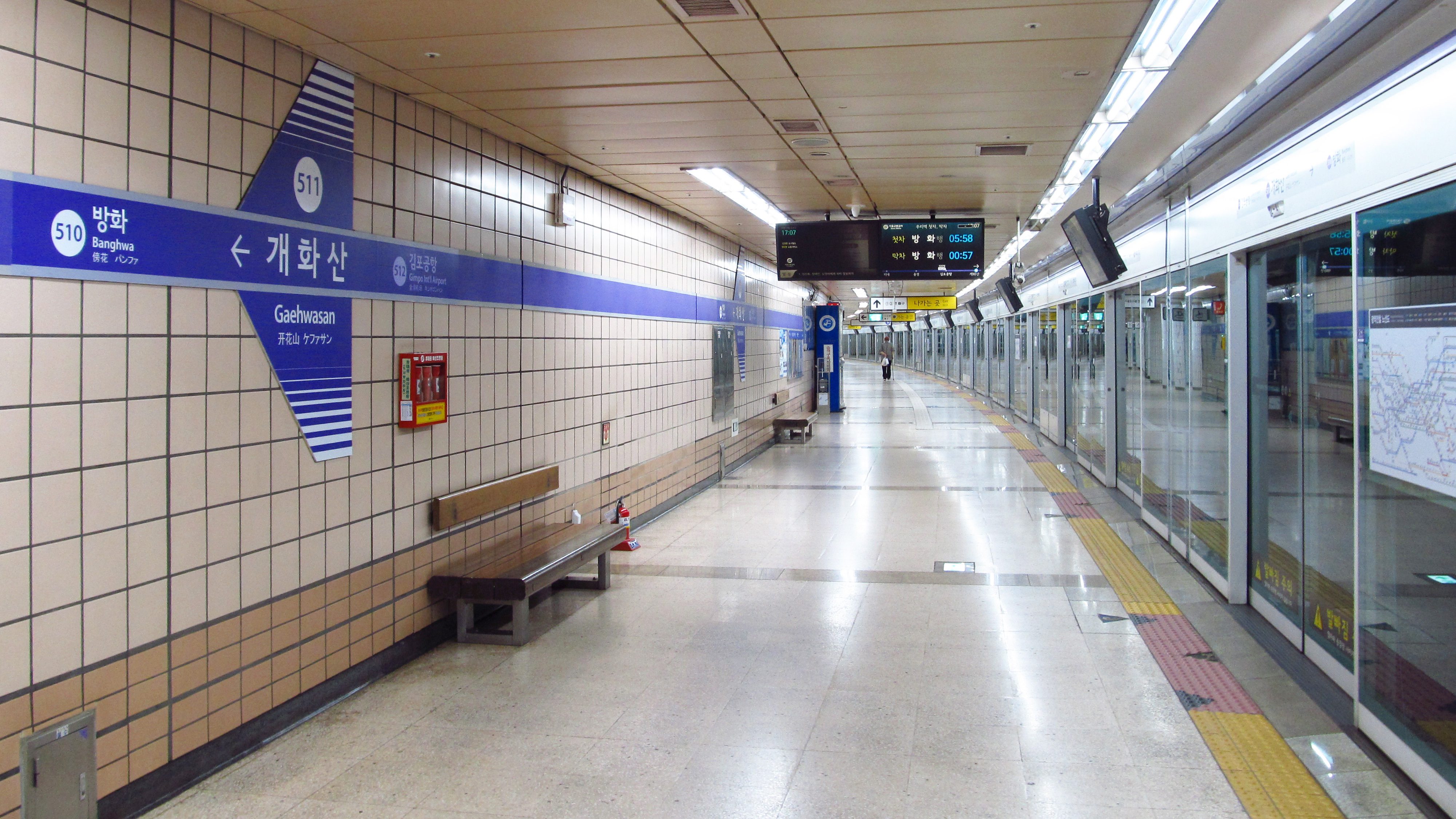
En 2018.

### Intermodalité
Des arrêts de bus sont situés à proximité.